# Županja
Županja è una cittadina della Croazia sul fiume Sava al confine con la Bosnia ed Erzegovina.

## Storia
Županja fu governata dall'Impero ottomano tra il 1536 e il 1687 come parte del sangiaccato di Sirmia.
Con il trattato di Carlowitz, dal 26 gennaio 1699 fino al 1918, la cittadina fece parte della monarchia asburgica.
Con l'indipendenza della Croazia nel 1991, il paesino fu dichiarata città.
Il cittadino più celebre è il compositore Srećko Albini (1862 - 1933).

## Società

### Evoluzione demografica
Abitanti censiti